# Palacio de las Dueñas

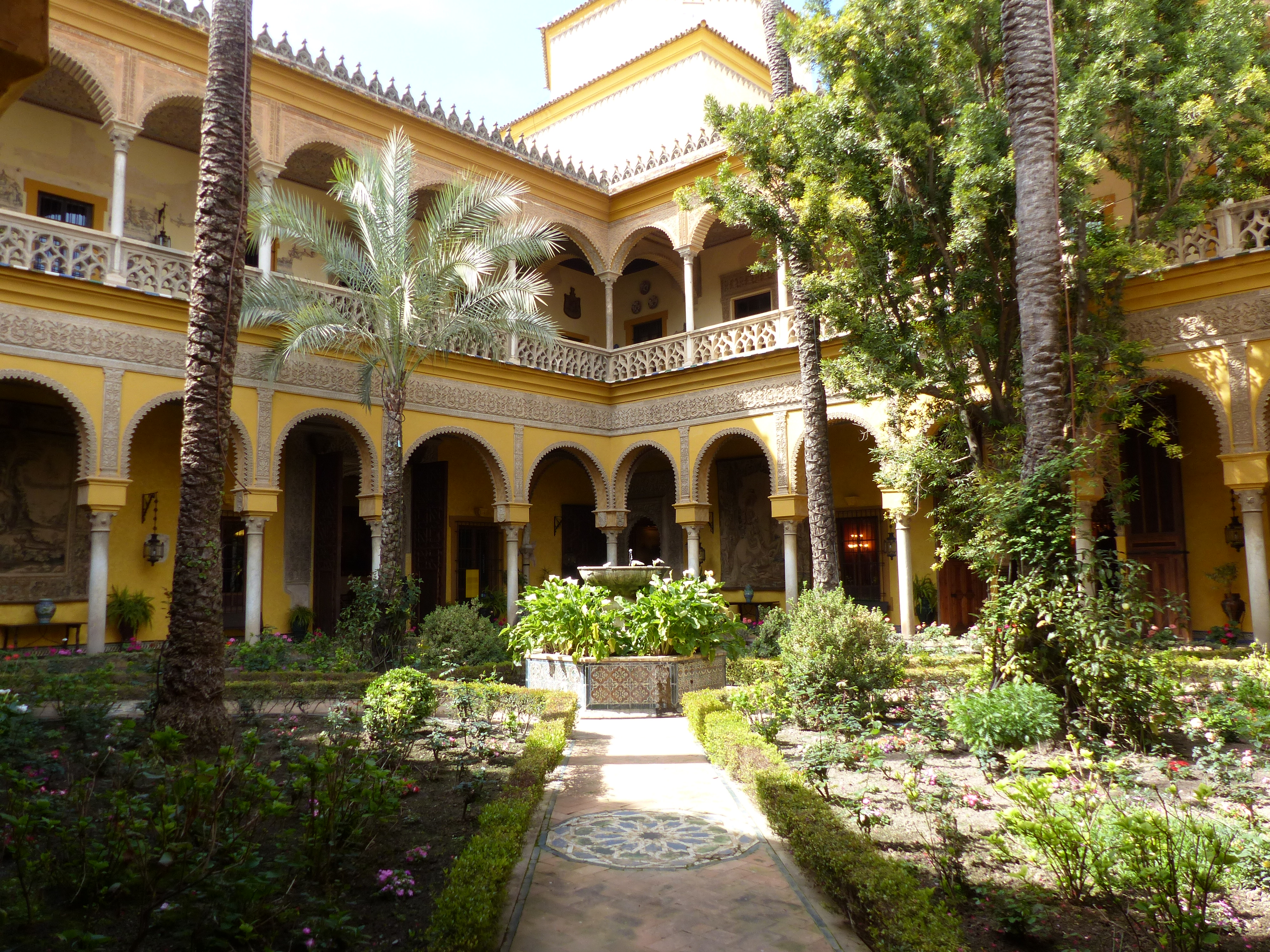
Zentrales Attrium des Palacio de las Dueñas

Der Palacio de las Dueñas ist ein Gebäude in der Altstadt von Sevilla in Andalusien (Spanien). Es gehört dem Haus Alba. Es wurde im 15. Jahrhundert gebaut und bis zum Anfang des 16. Jhd. im Mudejar- und Renaissancestil umgebaut. Er beherbergt eine große Sammlung von Gemälden, Skulpturen und dekorativen Kunstwerken aus den Jahren zwischen dem 16. und 20. Jahrhundert. Aufgrund seines historischen und künstlerischen Werts wurde er 1931 zum Kulturgut erklärt.
Der Dichter Antonio Machado wurde hier 1875 geboren. Es war das Haus der Stadtbewohnerin Cayetana Fitz-James Stuart, der 18. Herzogin von Alba de Tormes. Sie feierte in diesem Palast 1947 ihre Hochzeitsfeier und ihre Hochzeit im Jahr 2011.
Im Jahr 2016 genehmigte Carlos Fitz-James Stuart y Martínez de Irujo, der 19. und derzeitige Herzog von Alba de Tormes, Besichtigungen des Palastes.

## Geschichte
Der Palast wurde im späten 15. Jahrhundert erbaut, einer Zeit, die mit einer florierenden Wirtschaft in der Region in Verbindung steht, zu der auch der Bau des Alcazar Real und der Casa de Pilatos gehörte. Er wurde von der Familie Pineda, den Herren von Casabermeja, errichtet. Im Jahr 1496 verkauften Pedro Pineda, der Bürgermeister der Stadt, und seine Frau Doña Maria de Monsalve ihr Haus an Doña Catalina de Ribera, die Witwe des Gouverneurs Don Pedro Enriquez, um Lösegeldmittel zu beschaffen und Don Juan de Pineda zu befreien, der von den Mauren gefangen genommen worden war. Danach kam es zu einer Reihe von Erweiterungen, die später unter der Schirmherrschaft von Fernando Enrique de Ribera y Quinones und besonders seiner Witwe Doña Inés Portocarrero y Cardenas (Ururgroßmutter von Ana de Velasco y Girón) zu einem Renaissance-Palast umgestaltet wurden.

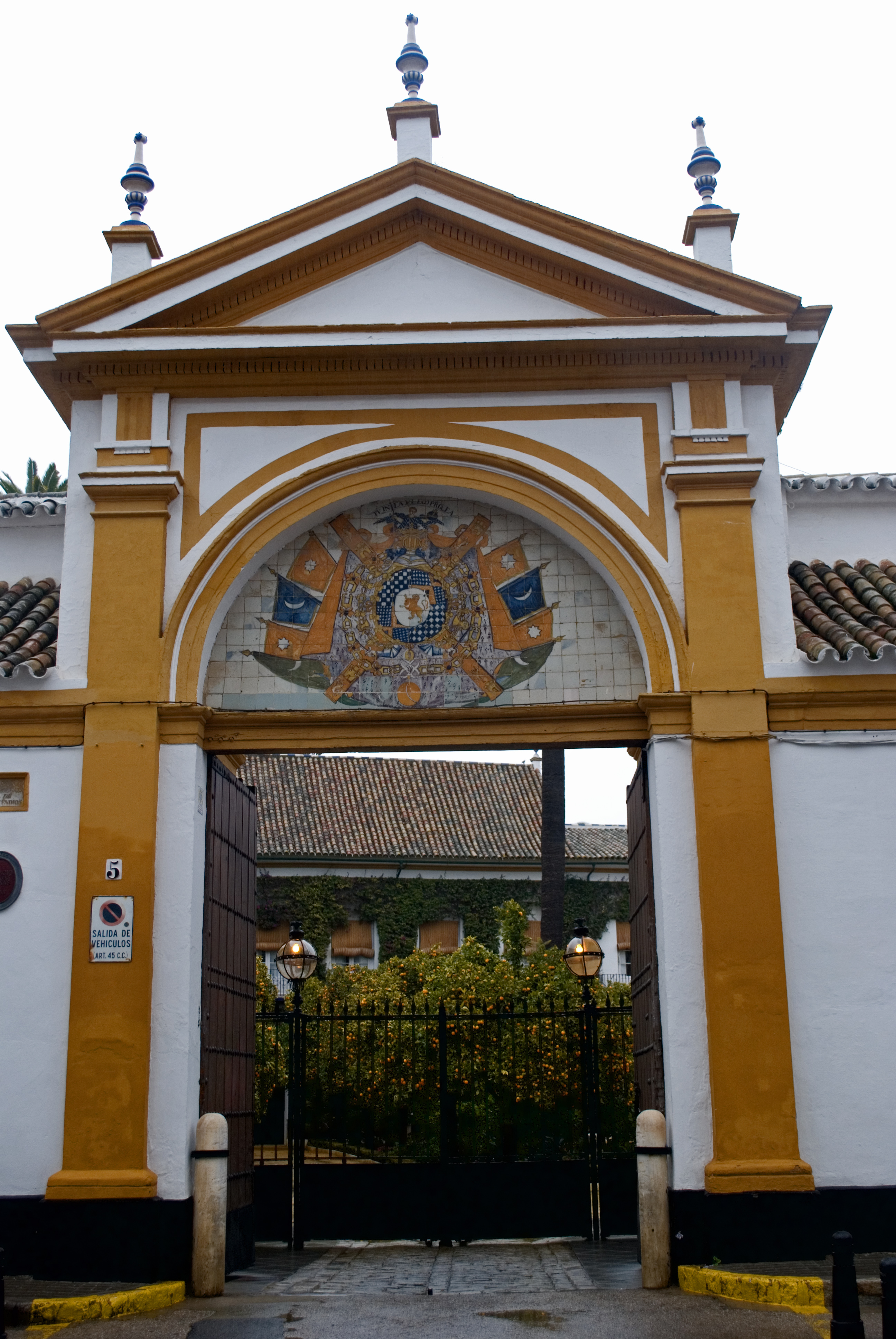
Eingang zum Gelände des Palastes

Das Gebäude ging nach der Hochzeit der 5. Marquise von Villanueva del Río an den 4. Herzog von Alba über. Eine Zeit lang war es die Residenz von Lord Holland, einem glühenden Bewunderer der spanischen Literatur und Autor einer Biographie über Lope de Vega und Guillen de Castro. Machado lebte während seiner frühen Kindheit im Palast, sein Vater war der Verwalter des Herzogs von Alba.
Der Name des Palastes leitet sich von dem Kloster Santa María de las Dueñas ab, das 1248 bekannt dafür war, Nonnen und Dienerinnen von Heiligen Ferdinand und Alfons X. dem Weisen zu beherbergen. Das Kloster befand sich in der Nähe des Palastes und wurde 1868 zerstört. Der Palast wurde im 18. und 19. Jahrhundert umfassend renoviert.

## Architektur

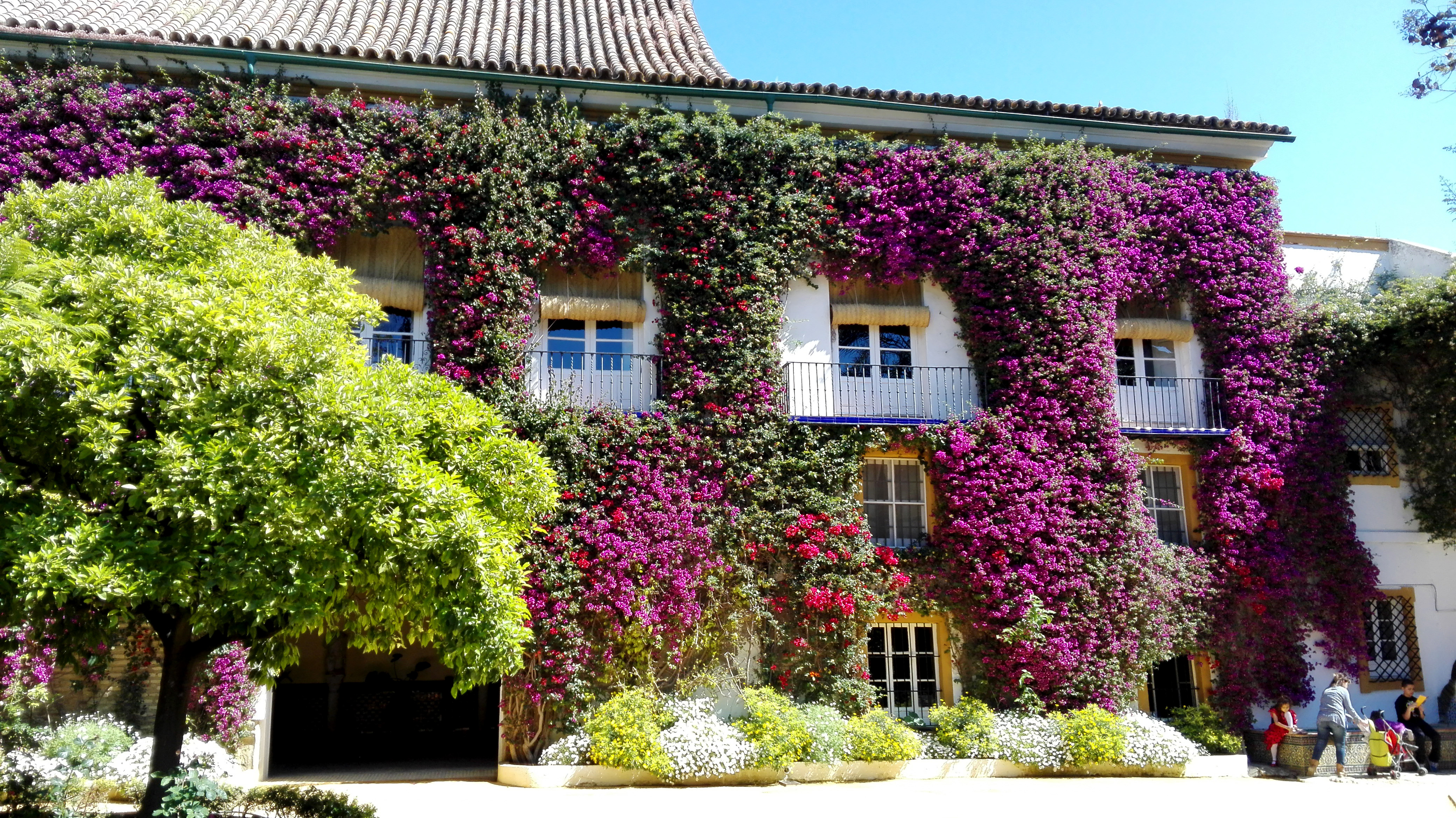
Bougainvillea-Fassade an der Vorderseite

Der Palast besteht aus einer Reihe von Innenhöfen und Gebäuden. Der Stil reicht von Gotik über Mudejar bis zur Renaissance, wobei lokale Einflüsse in den Ziegeln, Schindeln, Fliesen, weiß getünchten Wänden und Keramik sichtbar sind. Sein gemischter Stil ähnelt dem der Casa de Pilatos und der Casa de los Pinelo.

### Innen

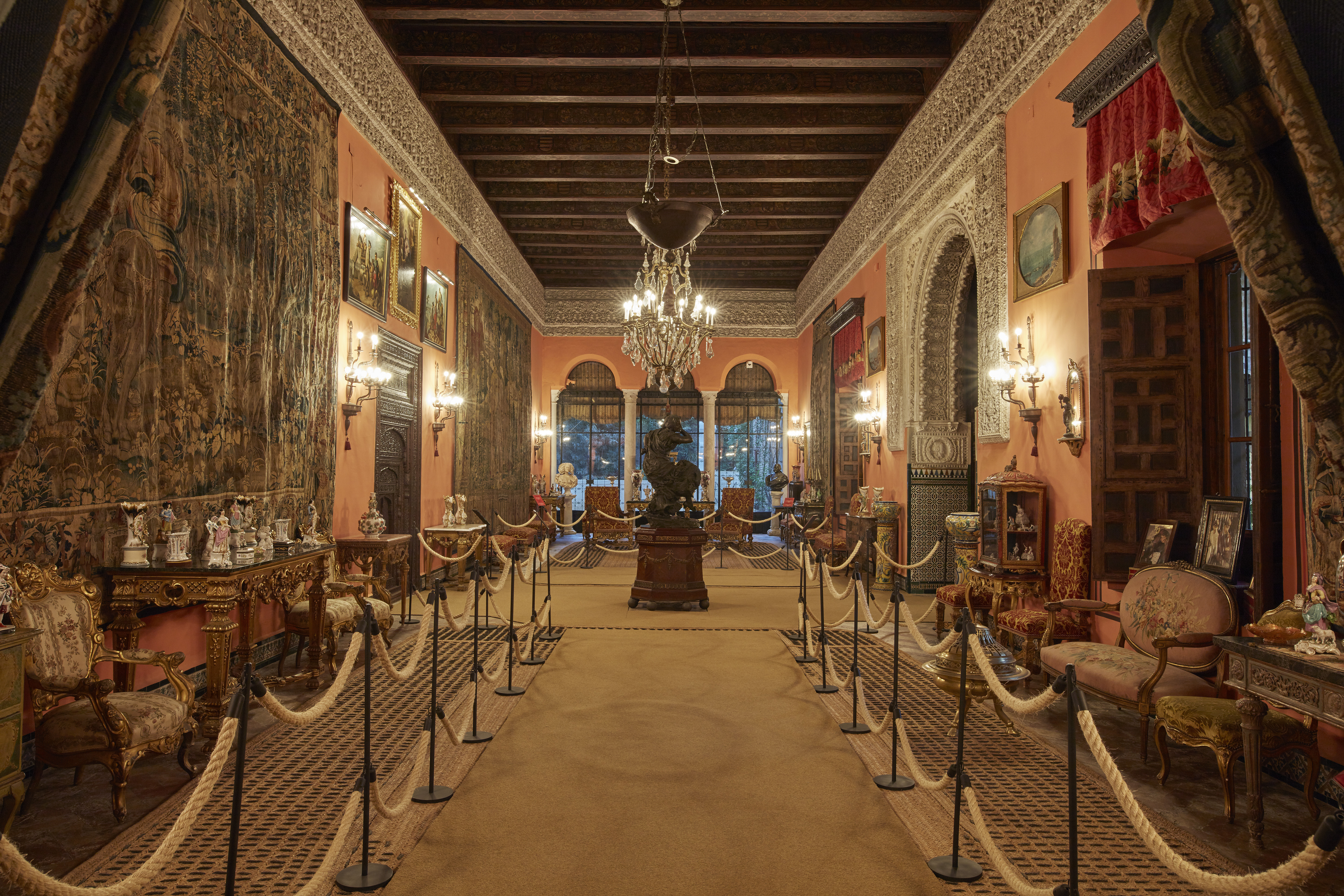
Der Salon de la Gitana

Der Palast ist mit langen Gängen ausgestattet. Wie in der Casa de Pilatos wurde die Treppe dieses Palastes unter einem gewölbten Dach gebaut. Auf der obersten Etage befindet sich ein Raum mit einem achteckigen Decke, die mit vergoldeten Alfarje verziert ist.

### Außen
Die Eingangstür ist im Mudéjar-Stil gestaltet. Der Palast war mit elf Innenhöfen, neun Springbrunnen und über 100 Marmorsäulen ausgestattet. Davon ist noch ein Innenhof erhalten, der von einer Galerie mit Säulen umgeben ist. Der andalusische Innenhof, ähnlich dem in der Casa de Pilatos, dominiert die äußere Gestaltung des Anwesens. Am Eingang des Palastes, im Hauptbogen, befindet sich das Wappen des Herzogtums Alba aus Fliesen, das im 17. oder 18. Jahrhundert von Triana aus Sevilla angefertigt wurde. Die Gärten beherbergen sehr wichtige und einzigartige Pflanzenarten (zum Beispiel eine der ältesten Cycas revoluta der Welt). Die fabelhafte Bougainvillea-Fassade ist äußerst spektakulär und ein Wahrzeichen des Palastes.